# オドアケル

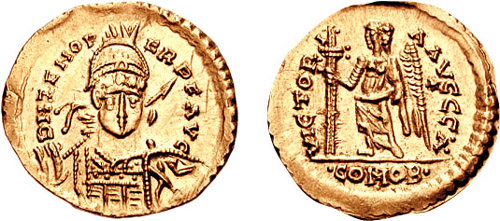
オドアケルの金貨

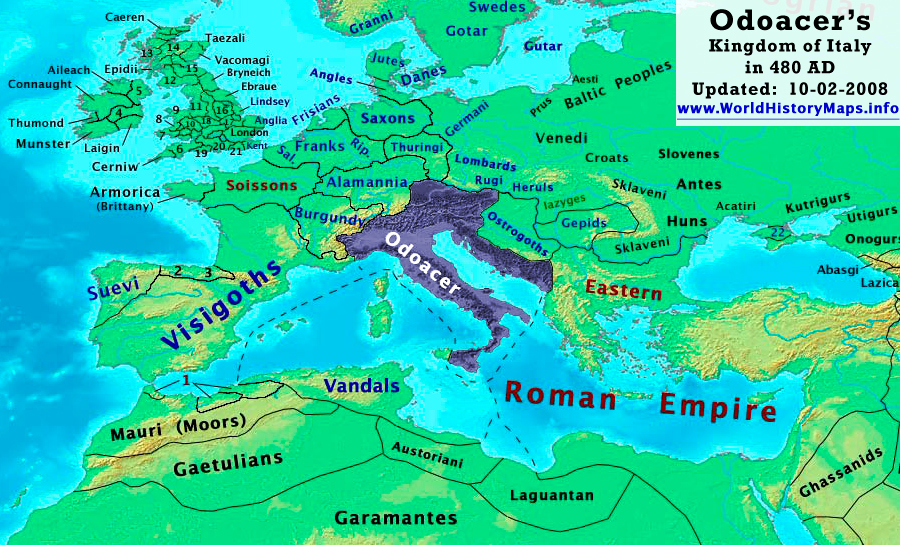
オドアケルの王国の版図

オドアケル（ラテン語: Odoacer、433年 - 493年3月15日）は、5世紀に活躍したローマ帝国の軍人。西ローマ皇帝ロムルス・アウグストゥルスを廃位してローマ帝国のイタリア領主となった。兄弟に東ローマ帝国の軍司令官オノウルフスがいる。オドワカル（Odovacar）あるいはイタリア語でオドアクレ（Odoacre）とも言う。

## 人物・生涯
その出自は不明で、しばしばヘルール族ともスキリア族ともゴート人ともテューリンゲン族ともされるが、実際にはオドアケルがゲルマン人であったのかどうかすら分かっていない。父はエデコとされ、兄弟にオノウルフスがいる。
東ローマ帝国に属していた父エデコが469年にボリア川の戦いで敗死すると、オドアケルはローマ市へと逃亡して470年頃にローマ軍の将軍となった。472年にはゲルマン人の将軍リキメルの下で西ローマ皇帝アンテミウスの討伐にも参加した。オドアケルは特定の部族を率いた部族の指導者ではなく、正規のローマ軍団を率いるローマ帝国の将軍だった。
476年、オドアケルは西ローマ皇帝ロムルス・アウグストゥルスを廃位し、元老院を通じて「もはや西方担当の皇帝は必要ではない」とする勅書を、西ローマ皇帝の帝冠と紫衣とともに東ローマ帝国の皇帝ゼノンへ送った。ゼノンはロムルス・アウグストゥルスを正当な西ローマ皇帝とは認識していなかったので、オドアケルがロムルス・アウグストゥルスを廃位したことはゼノンにとっては正当な行為と思えた。ゼノンはロムルス・アウグストゥルスの廃位に功績のあったオドアケルに、報奨としてパトリキの地位およびイタリア本土を統治する法的権限を与えた。使者とゼノンとの会見にはダルマティアで西ローマ皇帝を名乗っていたユリウス・ネポスも同席していたので、ゼノンはユリウス・ネポスの顔も立てて、ユリウス・ネポスを西ローマ皇帝として受け入れてはどうかと提案した。元老院はゼノンの提案に反対したが、オドアケルは妥協してゼノンの提案を受け入れた。オドアケルはユリウス・ネポスへの忠誠の証として新たに発行した金貨にユリウス・ネポスの名前と肖像を刻印したが、結局はユリウス・ネポスをイタリア本土へ迎え入れようとはしなかった。480年にはユリウス・ネポスも何者かによって殺害されたため、東方担当の皇帝であるゼノンがローマ帝国で唯一の皇帝となった。オドアケルはロムルス・アウグストゥルスの代わりにローマ皇帝となることもできたしリキメルやオレステスらのように傀儡皇帝を立てることもできたが、そうはしなかった。歴史学者のステファン・クラウトシック（Stephan Krautschick）は、この時期にオドアケルの兄弟オノウルフスが東ローマ帝国の有力者だったことを挙げ、ローマ帝国の東西で権力を握ることに成功したオドアケル一族が東ローマ皇帝の名でローマ帝国の東西を一元的に統治する構想を持っていたのではないかとしている。
ゼノンとオドアケルは、西ローマ皇帝の廃止後も元老院など西ローマ帝国の政府機構はそのまま残し、古代ローマ式の統治方法を継続した。オドアケルはローマの法を厳格に実行して元老院と執政官の権威の復興に務め、西ローマ帝国の人々から大きな信頼を獲得した。また、自身はイタリアの守護者として軍官の地位にとどまり、帝国の民政行政については元老院とローマ人の文官に委ねたので、それまでローマ皇帝によって押さえつけられていた元老院議員や首都長官らもオドアケルの支配を歓迎した。元老院と執政官は鋳造権を回復し、良質な銅貨幣が発行された。オドアケル時代のこうした政策は、後に皇帝アナスタシウス1世が行った財政改革の手本とされた。オドアケル自身はアリウス派であったが、カトリックのキリスト教会とも良好な関係を維持した。教皇フェリクス3世はオドアケルの治世を賞賛し、後にオドアケルを滅ぼしたテオドリックの熱心な支持者であったパヴィア司教のエノディウスですらオドアケルの支配を非難することはせず、5つの教会の再建と1つの嘆願が聞き届けられたことを記すだけだった。ジュヌヴィエーブ・マリー・クック卿(Sr. Genevieve Marie Cook) は、テオドリックを支持したエノディウスの「沈黙」は、オドアケルに対する無言の賛辞であったとしている。
対外的にはヴァンダル王国の王ガイセリックと交渉してシチリア島の一部を西ローマ帝国へ返還させ、イタリアへの攻撃を491年まで停止させた。487年にはルギー族の王ファワを降伏させて連れ去られていたローマ市民を取り戻した。西ローマ帝国内で繰り広げられていた蛮族の王たちによる権力争いは急速に抑制され、もはやイタリアは安全であると見なすことができた。オドアケルのもたらした平穏と繁栄によってローマの人口は増加し、西ローマ帝国は大いに復興することとなった。
オドアケルとゼノンとの関係は、少なくとも488年までは良好だったようである。しかし488年、ゼノンはオドアケルが484年にゼノンに対して反乱を起こしたイサウリア人の将軍イルスとレオンティウスを支持しているとして、ゴート人の将軍テオドリックにオドアケル討伐を命じた。これについては実際にオドアケルとイルスとの間に密約があったとも、テオドリックと不和になったゼノンがテオドリックを遠ざけるため、オドアケルに着せた濡れ衣であったとも言われている。あるいはオドアケルの元に合流した兄弟のオノウルフスがレオンティウスを皇帝と宣言したウェリナの義理の甥であったことも影響していたかもしれない。テオドリックは翌489年からイタリアに侵入を開始し、イゾンツォの戦いとヴェローナの戦いと相次いで敗れたオドアケルはラヴェンナへと追い込まれ、493年に降伏した（ラヴェンナ包囲戦 (490年-493年)）。その後、オドアケルは降伏後の宴会の席で配下の兵たちとともに暗殺された。兄弟のオノウルフスは矢で針鼠にされ、妻スニギルダと幼い息子のテーラも捕らえられて処刑された。テオドリックはオドアケル誅殺の功として東ローマ帝国の皇帝アナスタシウス1世から帝衣と帝冠を授けられ、西ローマ帝国を統治する皇帝大権が与えられた。エドワード・ギボンは『ローマ帝国衰亡史』でオドアケルを破ったテオドリックの武勇を賞賛するとともに、オドアケルについても戦術と政治の術に優れた英雄であったと評価している。
今日ではオドアケルがイタリアの領主に任命されたことをもって西ローマ帝国の「滅亡」と表現する場合があるが、J.B.ベリーら研究者はオドアケルによるイタリア統治の開始を西ローマ帝国の「滅亡」と呼ぶことには否定的である。オドアケルへのイタリアの委任も、これまで帝国の各地でゴート族やフランク族らの王を領主に任命して統治を委任してきたのと同じことが、皇帝ゼノンによってイタリアに適用されただけだと考えるべきだからである。西ローマ帝国の政府機構は少なくとも6世紀中頃までオドアケルや東ゴート王らとは別々に存続しており、民政行政も西ローマ帝国政府の任命した文官によって引き続き行われていた。軍事こそゲルマン人が掌握していたが、そうした体制は既に帝政後期には始まっていたものであった。少なくとも法律・制度・行政機構の面においては、この時期の西ローマ帝国にいかなる断絶も見出すことはできない。

## 逸話
オドアケルの父エデコがボリア川の戦いで敗死してからオドアケルがローマで身を立てるまでに、二つの逸話が知られている。
6世紀の司教トゥールのグレゴリウスによれば、オドアケルはガリアで第二ベルギカ属州の防衛を任されていたフランク人の将軍キルデリク1世と会い、イタリア本土の防衛について語り合ったという。
また460年代から530年代に生きた修道士エウギッピウスによれば、オドアケルは放浪中にノリクムで聖人セヴェリヌスから「将来あなたはイタリアで王になるだろう」と予言されたために行き先をイタリアへ向けたのだという。エウギッピウスは師セヴェリヌスの没後にカステルム・ルクラヌムに修道院を建てて同院に師の遺骸を安置したが、このカステルム・ルクラヌムはオドアケルが廃位したロムルス・アウグストゥルスの配流地でもあった。歴史学者の佐藤彰一は、こうした関係を考慮するならば、エウギッピウスに修道院建設の用地を提供した人物として真っ先に考慮しなければならないのはオドアケルであろうとしている。